# دهستان لاشار جنوبی

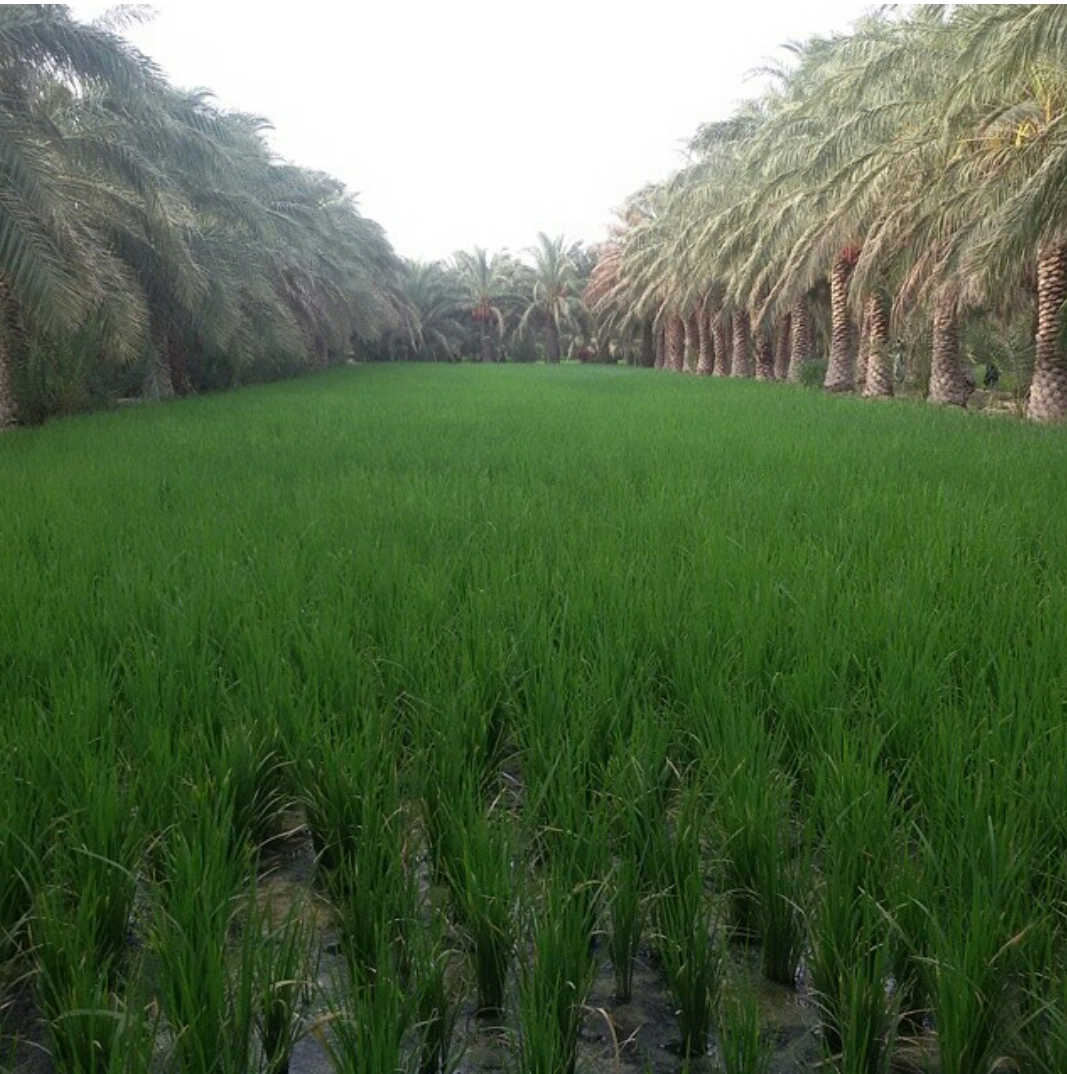
کشاورزی در لاشار جنوبی

دهستان لاشار جنوبی، یکی از دهستان‌های بخش پیپ شهرستان لاشار در استان سیستان و بلوچستان ایران است. مرکز این دهستان، روستای کوپچ است.

## جمعیت
بر پایه سرشماری عمومی نفوس و مسکن در سال ۱۳۹۵، جمعیت دهستان لاشار جنوبی برابر با ۱۰٬۱۴۸ نفر بوده‌است.